# Stos (zespół muzyczny)
Stos – polski zespół heavymetalowy, powstały w 1979 roku w Jaworznie.

## Historia

### Lata 1979 – 1985
Zespół STOS powstał w Jaworznie w 1979 roku. Nazwę zespołowi wymyślił Mirosław Szlagor, przyjaciel i sąsiad gitarzysty Waldemara Harwig. W skład zespołu wchodzili: Mirosław Majta – wokal, Waldemar Harwig – gitara, Michał Urbańczyk – gitara basowa, Mariusz Derela – perkusja i na krótko (około rok) dołączyła Irena Żak (Bol) – wokal. Zespół z powodzeniem koncertował w ówczesnych jaworznickich dyskotekach grając covery takich sław jak Deep Purple, Led Zeppelin, Black Sabbath, AC/DC i innych, oraz nieliczne kompozycje własne. W 1981 roku basista Michał Urbańczyk został powołany do wojska, a na skutek różnicy zdań co do dalszego repertuaru zespołu, odchodzi perkusista – Mariusz Derela. Irena Żak (Bol) wyjeżdża z Jaworzna. Dzięki wspólnemu koledze (Zbigniew Gogulski), który zasugerował współpracę z innym zespołem, nastąpiło spotkanie pozostawionych samotnie Mirosławowi Majcie i Waldemarowi Harwig stanowiących resztę zespołu STOS z zespołem braci: Mirosława (gitara) i Jana (perkusja) Bol z Waldemarem Rosiakiem (gitara basowa). Po wspólnej próbie muzycy postanowili się połączyć i wspólnie komponować zostając przy nazwie „STOS”. Skład zespołu stanowili wówczas: Waldemar Harwig – gitara, Mirosław Majta – wokal, Mirosław Bol – gitara, Waldemar Rosiak – gitara basowa, Jan Bol – perkusja. Po kilku miesiącach wspólnego muzykowania do zespołu dołączyła po powrocie, Irena Bol (Żak). Początkowe kompozycje z tego okresu zdradzały fascynacje ciężkim rockiem spod znaku Black Sabbath, Nazareth, Budgie czy też UFO. W okresie tym powstało około 20 utworów, w tym takie kompozycje jak np.: „A ty co?”, „Dno” oraz „Stąd do wieczności”.
W roku 1982 zespół wziął udział w warsztatach muzycznych w Wilkasach (z m.in. grupami Kat, RH+, UNIVERSE), gdzie nagrodą za zajęcie przez nich pierwszego miejsca było pięciodniowe tournée po Wschodnich Niemczech oraz sesja nagraniowa w Polskim Radio w Katowicach. Zostały wtedy zarejestrowane trzy utwory: „Straceńcy”, „Punk” oraz „A ty co?” W tym samym roku Stos aktywnie koncertował, pojawiając się m.in. na imprezie Open Rock, gdzie wystąpił wspólnie z zespołami Kat i Omen. Odszedł Mirosław Majta – wokal.
Pod koniec 1983 zespół ponownie wszedł do studia, aby zarejestrować pięć utworów. W późniejszym okresie miały miejsce liczne zmiany personalne. Zrezygnował Waldemar Rosiak (bas), a zastąpił go z powodzeniem Witold Hałas (bas). Na początku 1985 roku zespół, po odejściu Mirosława Bol, zaprosił do współpracy Sławomira Gowina.
W tym składzie w 1985 r. zespół zagrał koncert w Hali Parkowej w Katowicach, wraz z zespołem Exodus, gdzie poznał przyszłego managera Tomasza Dziubińskiego. Również w tym czasie zespół miał wyruszyć do krakowskiego studia, jednak dzień przed wyjazdem na sesję w tragicznych okolicznościach zginęła Iwona – dziewczyna basisty. Bez Witolda Hałasa (w nagraniach grupę wspomógł Mirosław Bol z pierwszego składu) zostały uwiecznione kolejne trzy utwory: „Hej Ty”, „Samotna” oraz „Spalinowy diabeł”. Jeszcze w tym samym roku Stos zakwalifikował się do występu na Festiwalu Muzyki Rockowej w Jarocinie, gdzie wystąpił w składzie: Irena Bol – wokal, Jan Bol – perkusja, Sławomir Gowin – gitara, Waldemar Harwig – gitara, Krzysztof Czarnecki – gitara, Witold Hałas – gitara basowa. Na tym festiwalu Tomasz Dziubiński został oficjalnie managerem grupy. W tym okresie powstały m.in. takie utwory jak „Epitafium dla Iwony” i „Stos”.

### Lata 1986 – 1989
Rok 1986 upłynął pod znakiem pierwszego festiwalu muzyki heavymetalowej – Metalmania ‘86. Zespół dzielił scenę z takimi rodzimymi zespołami jak np.: Vader, Dragon, Kat, Turbo, 666XHE oraz z grupami zagranicznymi, Killer i Alaska. Na krótko przed kolejną sesją nagraniową w Opolu, z zespołu odszedł basista, którego gościnnie zastąpił Tomasz Jaguś – basista z Kata. Wspólnie z nim Stos zarejestrował kolejne numery: „Sabat Czarownic”, „Ostatni Dreszcz”, „Ognisty Ptak”, „Epitafium dla Iwony” oraz „Stos”. Po sesji do zespołu wrócił ponownie zaproszony basista Waldemar Rosiak.
Zaraz na początku 1987 roku utwór „Stos” trafił na słynną listę Krzysztofa Brankowskiego „Metal Top20”, gdzie dotarł na 7 miejsce. Na Metalmanii ‘87 zespół wystąpił u boku zagranicznych gwiazd: Running Wild, Helloween, Overkill oraz polskich grup: Hammer, Destroyer, TSA, Turbo (Grzegorz Kupczyk wraz z Ireną wykonał utwór Stosu – „Ognisty Ptak”), Dragon, Wilczy Pająk i Open Fire. Występ zespołu Stos został zarejestrowany i rok później ukazał się jako split z zespołem Open Fire na płycie analogowej, będącej częścią serii „Metalmania ‘87”. W tym samym roku odbyła się trasa koncertowa po Polsce, Heavy Metal Show w składzie: Stos, Kat, Turbo, Destroyer, Hammer, Dragon, Wilczy Pająk i czeski Citron. W tym samym towarzystwie Stos koncertował jeszcze w Czechach.
Jeszcze tego samego roku miejsce Krzysztofa Czarneckiego zajął Jan Kardas i w tym składzie, w lutym 1988 roku, Stos zagrał w katowickim Spodku na Metal Battle '88. W tym samym roku zespół wziął udział na festiwalu w Jarocinie.
Nieco później ukazał się wspomniany split z grupą Open Fire – „Metal Shock”, a następnie dwa kolejne split: „Metal Invasion” oraz „Polish Heavy Metal'87”. Przez następny rok grupa grała mniejszą ilość koncertów. W roku 1990 ukazał się studyjny album zatytułowany „STOS”, zawierający materiał z sesji opolskiej '86 oraz materiał z sesji w Poznaniu '89, nagrany w składzie: Irena Bol – wokal, Jan Bol – perkusja, Waldemar Harwig – gitara, Jan Kardas – gitara, Waldemar Rosiak – gitara basowa. W 1989 wydano krążka i kasety Jan Kardas zostaje powołany do wojska, a Waldemar Harwig wyjeżdża za granicę i zespół Stos zawiesza działalność.

### Od 2000
W 2000 roku grupa Stos wznawia działalność w składzie: Irena Bol – wokal, Jan Bol – perkusja, Jan Kardas – gitara, Waldemar Harwig – gitara i Janusz Sołoma – gitara basowa.
Powstały nowe utwory, które zostały zarejestrowane na materiale demonstracyjnym „Przebudzenie” z 2001 r. („Promień Nadziei”, „Schizofrenia 2000”, „Przebudzenie”). Po nawiązaniu współpracy z agencją promocyjną Dragonight, Stos zagrał szereg koncertów w całym kraju, dzieląc scenę z takimi zespołami jak Kreon, Monstrum, Under Forge, Horroscope, The No-Mads, Witchking, Krusher oraz Salamandra. Dzięki pomocy niemieckiego fana muzyki heavymetalowej, Rainera, zespół zagrał koncert w Berlinie w 2003 roku. Stos wystąpił obok kilku niemieckich zespołów i holenderskiego Goddess Of Desire, a materiał wideo z tego koncertu został wyemitowany w niemieckiej Hardline TV. W 2005 roku przy współpracy z Dragonight Stos nagrał cover grupy W.A.S.P. – „L.o.v.e Machine”, który został wykorzystany na potrzeby wydawnictwa płytowego „A Tribute to W.A.S.P.”. Zaraz potem zakończyła się współpraca z Dragonight. Zespół koncertował i w dalszym ciągu pracował nad nowymi utworami, wynikiem czego powstało następne demo „Za Horyzont” („Ascon”, „Po Bitwie”, „Za Horyzont”...).
W 2006 roku, wskutek choroby nowotworowej umiera Jan Kardas, a z przyczyn osobistych z zespołu odchodzi Waldemar Harwig. Od czerwca 2007 r. pozostałą trójkę Stosu zasila dwóch nowych gitarzystów, Marcin Frąckowiak oraz Łukasz Krawiec i w tym składzie grupa pracuje nad nowym materiałem.
8 maja 2010 w trakcie koncertu w Mysłowicach, na scenie zmarł na atak serca basista Janusz Sołoma.

## Muzycy

### Obecny skład zespołu
- Irena Bol – śpiew
- Jan Bol – perkusja
- Marcin Frąckowiak – gitara
- Łukasz Krawiec – gitara
- Tomasz Skorek – gitara basowa

### Byli członkowie zespołu
- Mariusz Derela – perkusja
- Michał Urbańczyk – gitara basowa
- Mirosław Majta – śpiew
- Mirosław Bol – gitara
- Sławomir Gowin (zmarły) – gitara
- Krzysztof Czarnecki – gitara
- Waldemar Rosiak (zmarły w 2024) – gitara basowa
- Witold Hałas – gitara basowa
- Tomasz Jaguś – gościnnie gitara basowa
- Waldemar Harwig – gitara
- Jan Kardas – gitara (zmarły w 2006)
- Janusz Sołoma – gitara basowa (zmarły 8 maja 2010)[7]

## Dyskografia

### Albumy
- Stos (1990, Pronit)
- Jeźdźcy Nocy (2012, RDS Music)

### Dema
- Przebudzenie (2001)
- Za Horyzont (2005)

### Splity
- Metal Invasion (1987)
- Polish Heavy Metal (1987)
- Metalmania '87 (1988)
- Metal Shock (1988)
- Jarocin ’88 (1989)
- A Tribute To W.A.S.P. -Shock Rock Hellions (2005)